# Мирное (Ивано-Франковская область)
Мирное (укр. Мирне, в прошлом - Заречье) — село в Надворнянской городской общине Надворнянского района Ивано-Франковской области Украины.
Население по переписи 2001 года составляло 491 человек. Занимает площадь 24.6 км². Почтовый индекс — 78425. Телефонный код — 0113803475.